# François Place (Skirennläufer)
François Place (* 2. Juli 1989 in Albertville) ist ein ehemaliger französischer Alpine Skirennläufer und Freestyle-Skier. Erfolge feierte er vor allem in der Freestyle-Disziplin Skicross, in der er unter anderem 2019 den Weltmeistertitel errang.

## Biografie
Place begann seine Sportkarriere als alpiner Skirennläufer. Er startete ab Dezember 2004 bei FIS-Rennen und spezialisierte sich auf die Disziplinen Slalom und Riesenslalom. Die ersten Einsätze im Europacup folgten im Januar 2007. Ein Jahr später wurde er französischer Slalom-Juniorenmeister. Sein bestes Ergebnis bei Juniorenweltmeisterschaften war 2009 der fünfte Platz im Slalom. Am 21. Februar 2009 hatte Place sein Debüt im alpinen Skiweltcup. Er nahm an insgesamt 39 Weltcuprennen teil, schaffte es aber nie, sich für den zweiten Durchgang zu qualifizieren und blieb ohne einen einzigen Weltcuppunkt. 2010 gewann er bei den französischen Meisterschaften die Kombination. Im Europacup stand er fünfmal auf dem Podest, davon zweimal als Sieger. In der Europacupsaison 2012/13 klassierte er sich als Neunter der Gesamtwertung und Sechster der Kombinationswertung.
Aufgrund ausbleibender Erfolge im alpinen Skiweltcup wechselte Place zu Beginn der Saison 2016/17 zum Skicross. Ende November 2016 startete er im Pitztal zunächst bei den österreichischen Meisterschaften und im Europacup. Am 11. Januar 2017 gelang ihm mit Platz 3 in Val Thorens bereits bei der zweiten Europacupteilnahme eine Podestplatzierung, einen Tag später gewann er am selben Ort. Mit drei weiteren Siegen und einem dritten Platz entschied er die Skicross-Disziplinenwertung des Europacups für sich. Im Freestyle-Weltcup startete Place erstmals am 11. Februar 2017 und fuhr in Idre mit dem fünften Platz mitten in die Weltspitze. Er qualifizierte sich damit für die Weltmeisterschaften 2017 in der Sierra Nevada, wo er überraschend die Bronzemedaille gewann. In der Saison 2017/18 gelangen ihm im Weltcup sieben Ergebnisse unter den besten zehn.
Bei den Olympischen Winterspielen 2018 klassierte sich Place auf Platz zehn. Drei weitere Top-Ten-Platzierungen kamen während der Weltcupsaison 2018/19 hinzu. Entgegen dem bisherigen Saisonverlauf wuchs Place bei den Weltmeisterschaften 2019 in Park City über sich hinaus und errang den Weltmeistertitel, vor den favorisierten Kanadiern Brady Leman und Kevin Drury. Den ersten Podestplatz im Weltcup schaffte er am 25. Januar 2020 als Drittplatzierter in Idre. Zwei weitere dritte Plätze schaffte Place im Verlauf der Weltcupsaison 2020/21, während er sich bei den Weltmeisterschaften 2021 nur dem Schweizer Alex Fiva geschlagen geben musste und die Silbermedaille gewann. Während der Saison 2021/22 fuhr er nochmals aufs Weltcuppodest, bei den Olympischen Winterspielen in Peking wurde er Achter. Ende März 2022 beendete er im Rahmen der französischen Meisterschaften seine Karriere.

## Erfolge Skicross
Olympische Spiele
- Pyeongchang 2018: 10. Skicross
- Peking 2022: 8. Skicross

Weltmeisterschaften
- Sierra Nevada 2017: 3. Skicross
- Park City 2019: 1. Skicross
- Idre 2021: 2. Skicross

Weltcup
- 29 Platzierungen unter den besten zehn, davon vier Podestplätze

Weltcupwertungen
| Saison  | Gesamt | Gesamt | Skicross | Skicross |
| Saison  | Platz  | Punkte | Platz    | Punkte   |
| ------- | ------ | ------ | -------- | -------- |
| 2016/17 | 153.   | 6,86   | 33.      | 96       |
| 2017/18 | 33.    | 30,20  | 7.       | 302      |
| 2018/19 | 84.    | 16,27  | 19.      | 179      |
| 2019/20 | 50.    | 23,82  | 9.       | 262      |
| 2020/21 | –      | –      | 6.       | 352      |
| 2021/22 | –      | –      | 16.      | 239      |

Europacup
- Saison 2016/17: 1. Skicross-Disziplinenwertung
- 7 Podestplätze, davon 4 Siege

## Erfolge Ski Alpin
Europacup
- Saison 2012/13: 9. Gesamtwertung, 6. Kombinationswertung
- 5 Podestplätze, davon 2 Siege

Juniorenweltmeisterschaften
- Formigal 2008: 11. Kombination, 14. Slalom, 16. Super-G, 26. Riesenslalom, 39. Abfahrt
- Garmisch-Partenkirchen 2009: 5. Slalom, 24. Abfahrt, 26. Super-G

Weitere Erfolge
- 1 französischer Meistertitel (Kombination 2010)
- 1 französischer Juniorenmeistertitel (Slalom 2008)
- 2 Podestplätze im South American Cup
- 19 Siege in FIS-Rennen